# Mips AB
Mips AB er en svensk producent af sikkerhedshjelme til cyklister, ryttere, skiløbere og snowboardkørere, bjergbestigere, osv. Virksomheden blev grundlagt i 2001 og har hovedkvarter i Stockholm.
1. ↑  Navnet er anført på svensk og stammer fra Wikidata hvor navnet endnu ikke findes på dansk.